# Копи на підхваті
«Копи на підхваті» (англ. The Other Guys, дослівно укр. Інші хлопці) — американський комедійний бойовик режисера Адама МакКея (був також сценаристом і продюсером), що вийшов 2010 року. У головних ролях Вілл Ферелл, Марк Волберг.
Сценаристом також був Кріс Генчі, продюсерами — Патрік Кровлі, Вілл Феррелл, Джиммі Міллер. Вперше фільм продемонстрували 2 серпня 2010 року у Нью-Йорку, США.
В Україні у кінопрокаті прем'єра фільму відбулась 30 вересня 2010 року. Переклад та озвучення українською мовою зроблено «Le Doyen Studio» на замовлення B&H Film Distribution Company.

## Сюжет
Денсон та Гайсміт — найкращі копи міста. Вони кожен день потряпляють у перестрілки та ловлять злочинців, а на них рівняється кожен у відділку. Аллен і Террі також копи. Але вони працюють з паперами і ніколи не виходять з офісу. Проте після загибелі Денсона та Гайсміта «інші хлопці» вирішують стати крутими поліціянтами.

## У ролях
| Актор             | Персонаж                                            | Роль                                      |
| ----------------- | --------------------------------------------------- | ----------------------------------------- |
| Вілл Ферелл       | Аллен «Крокодил» Ґембл (англ. Allen "Gator" Gamble) | детектив поліції, офісний працівник       |
| Марк Волберг      | Террі Гойц (англ. Terry Hoitz)                      | детектив поліції, офісний працівник       |
| Єва Мендес        | Шейла Рамос Ґембл (англ. Sheila Ramos Gamble)       | лікар, дружина Аллена                     |
| Майкл Кітон       | Джин Мауч (англ. Gene Mauch)                        | капітан поліції, начальник Аллена і Террі |
| Стів Куґан        | Девід Ершон (англ. David Ershon)                    | мульти-мільярдер                          |
| Рей Стівенсон     | Роджер Веслі (англ. Roger Wesley)                   | найманець                                 |
| Семюел Л. Джексон | П. К. Гайсміт (англ. P.K. Highsmith)                | детектив поліції                          |
| Двейн Джонсон     | Крістофер Денсон (англ. Christopher Danson)         | детектив поліції                          |
| Роб Ріґґл         | Еван Мартін (англ. Evan Martin)                     | детектив поліції                          |
| Деймон Веянс      | Фосс (англ. Fosse)                                  | детектив поліції                          |
| Бретт Гельман     | Хел (англ. Hal)                                     |                                           |
| Боббі Каннавале   | Джиммі (англ. Jimmy)                                |                                           |
| Енді Баклі        | Дон Бімен (англ. Дон Бімен)                         |                                           |
| Адам Мак-Кей      | Брудний Майк (англ. Dirty Mike)                     |                                           |
| Зак Вудс          | Дуглас (англ. Douglas)                              |                                           |
| Зої Лістер-Джонс  |                                                     | терапевт                                  |
| Бен Шварц         |                                                     | ассистент Бімена                          |

## Сприйняття

### Критика
Фільм отримав змішано-позитивні відгуки: Rotten Tomatoes дав оцінку 79 % на основі 196 відгуків від критиків (середня оцінка 6,7/10) і 58 % від глядачів із середньою оцінкою 3,3/5 (154,940 голосів). Загалом на сайті фільми має змішаний рейтинг, фільму зарахований «стиглий помідор» від кінокритиків, проте «розсипаний попкорн» від глядачів, Internet Movie Database — 6,6/10 (133 396 голосів), Metacritic — 64/100 (35 відгуків критиків) і 6,7/10 від глядачів (311 голосів). Загалом на цьому ресурсі від критиків і від глядачів фільм отримав позитивні відгуки.

### Касові збори
Під час показу в Україні, що стартував 30 вересня 2010 року, протягом першого тижня фільм був показаний у 45 кінотеатрах і зібрав 153,361 $, що на той час дозволило йому зайняти 2 місце серед усіх прем'єр. Показ стрічки протривав 18 тижнів і завершився 30 січня 2011 року. За цей час стрічка зібрала 369,139 $. Із цим показником стрічка зайняла 56 місце у кінопрокаті за касовими зборами в Україні.
Під час показу у США, що розпочався 6 серпня 2010 року, протягом першого тижня фільм був показаний у 3,651 кінотеатрі і зібрав 35,543,162 $, що на той час дозволило йому зайняти 1 місце серед усіх прем'єр. Показ фільму протривав 105 днів (15 тижнів) і завершився 18 листопада 2010 року. За цей час фільм зібрав у прокаті у США 119,219,978  доларів США, а у решті світу 51,212,949  доларів США (за іншими даними 51,716,492 $), тобто загалом 170,432,927  доларів США (за іншими даними 170,936,470 $) при бюджеті 100 млн $.

### Нагороди і номінації[12]
| Рік  | Нагорода                               | Категорія                               | Номінант                                     | Результат |
| ---- | -------------------------------------- | --------------------------------------- | -------------------------------------------- | --------- |
| 2010 | Satellite Awards                       | Найкращий кінофільм, комедія чи мюзикл  | стрічка                                      | Номінація |
| 2011 | ALMA Awards                            | Улюблена кіноактриса — комедія / мюзикл | Єва Мендес                                   | Номінація |
| 2011 | ASCAP Film and Television Music Awards | Найкасовіші фільми                      | стрічка                                      | Перемога  |
| 2011 | Critics' Choice Movie Award            | Найкраща кінокомедія                    | стрічка                                      | Номінація |
| 2011 | Empire Awards                          | Найкраща комедія                        | стрічка                                      | Номінація |
| 2011 | Environmental Media Awards             | Художній фільм                          | стрічка                                      | Номінація |
| 2011 | Teen Choice Awards                     | Вибір фільму: хімія                     | Вілл Ферелл, Марк Волберг                    | Номінація |
| 2011 | Teen Choice Awards                     | Вибір фільму: Hissy Fit                 | Марк Волберг                                 | Номінація |
| 2011 | Teen Choice Awards                     | Вибір актриси фільму: комедія           | Єва Мендес                                   | Номінація |
| 2011 | Teen Choice Awards                     | Вибір актора фільму: комедія            | Вілл Ферелл                                  | Номінація |
| 2011 | Teen Choice Awards                     | Вибір фільму: комедія                   | стрічка                                      | Номінація |
| 2011 | World Stunt Awards                     | Найкраща робота з транспортом           | Джек Джілл, Брент Флетчер, Columbia Pictures | Номінація |
| 2011 | World Stunt Awards                     | Найбільша кількість постраждалих        | Крістофер Плейс                              | Номінація |

### Виноски
1. 1 2  The Other Guys: Release Info (англ.). Internet Movie Database. Архів оригіналу за 18 серпня 2013. Процитовано 6 січня 2014.
2. 1 2  Копи на підхваті: Release Info. Kino-teatr.ua. Архів оригіналу за 5 березня 2016. Процитовано 6 січня 2014.
3. 1 2  The Other Guys (англ.). Internet Movie Database. Архів оригіналу за 8 січня 2014. Процитовано 6 січня 2014.
4. 1 2 3  The Other Guys (англ.). Box Office Mojo. Архів оригіналу за 1 липня 2012. Процитовано 6 січня 2014.
5. 1 2 3  The Other Guys (англ.). The Numbers. Архів оригіналу за 31 грудня 2013. Процитовано 6 січня 2014.
6. ↑  The Other Guys (англ.). AllMovie. Архів оригіналу за 23 лютого 2014. Процитовано 6 січня 2014.
7. ↑  The Other Guys: Full Cast & Crew (англ.). Internet Movie Database. Архів оригіналу за 22 серпня 2016. Процитовано 6 січня 2014.
8. ↑  The Other Guys (англ.). Rotten Tomatoes. Архів оригіналу за 23 травня 2019. Процитовано 6 січня 2014.
9. ↑  The Other Guys (англ.). Metacritic. Архів оригіналу за 11 липня 2018. Процитовано 6 січня 2014.
10. ↑  The Other Guys — Ukraine Weekend Box Office (англ.). Box Office Mojo. Архів оригіналу за 7 січня 2014. Процитовано 6 січня 2014.
11. ↑  Ukraine Yearly Box Office. 2010 (англ.). Box Office Mojo. Архів оригіналу за 5 лютого 2014. Процитовано 6 січня 2014.
12. ↑  The Other Guys: Awards (англ.). Internet Movie Database. Архів оригіналу за 26 березня 2016. Процитовано 6 січня 2014.